# Maison des Bains (Obernai)
Pour les articles homonymes, voir Maison des Bains.
La maison des Bains est un monument historique situé à Obernai, dans le département français du Bas-Rhin.

## Localisation
Ce bâtiment est situé au 24, rue Sainte-Odile à Obernai.

## Historique
L'édifice fait l'objet d'une inscription au titre des monuments historiques depuis 1929.

## Architecture

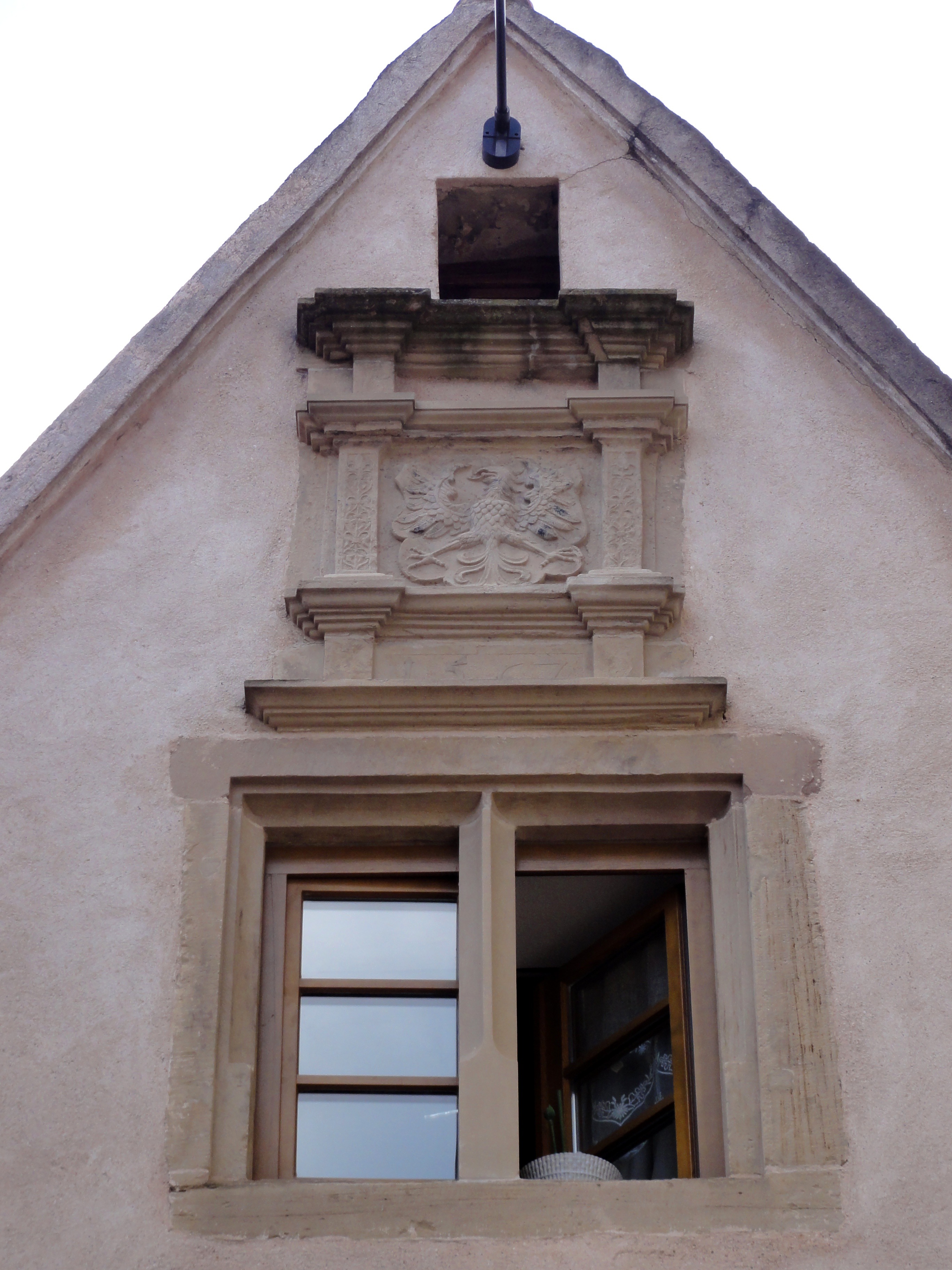